# Alojz Cifer
‎
Alojz Cifer, slovenski veteran vojne za Slovenijo, * 21. december 1949.
Živel je v Ravnah na Koroškem, v Dravogradu in v Radljah ob Dravi. Ima ženo in dva otroka.

## Odlikovanja in nagrade
Leta 1992 je prejel častni znak svobode Republike Slovenije z naslednjo utemeljitvijo: »za izjemne zasluge pri obrambi svobode in uveljavljanju suverenosti Republike Slovenije«.